# Stafford Coachworks
Stafford Coachworks war ein britischer Hersteller von Automobilen.

## Unternehmensgeschichte
Harry Sibley gründete 1981 das Unternehmen in Bude in der Grafschaft Cornwall. Er begann mit der Produktion von Automobilen und Kits. Der Markenname lautete Stafford. 1990 endete die Produktion. Insgesamt entstanden etwa elf Exemplare.

## Fahrzeuge
Das einzige Modell war der Renato. Die Basis der Fahrzeuge bildete das Fahrgestell des Bentley Mark VI. Darauf wurde eine offene Karosserie montiert. Konkurrenten in diesem Segment waren Johnard Engineering, Syd Lawrence Special Cars und Mallalieu Engineering.
Eines dieser Fahrzeuge, allerdings als Bentley Special bezeichnet, wurde am 21. September 2002 für 13.200 Pfund versteigert.